# みたらし祭り
みたらし祭り（みたらしまつり）は、かつてプロダクション人力舎で活動していた日本のお笑いコンビ。2025年3月6日解散。

## メンバー
ゴッチス（1996年9月22日（28歳）- ）
- 立ち位置は右。
- 岡山県倉敷市出身。スクールJCA27期生。
- 血液型O型。身長170cm、80kg、B107,5cm、W85cm、H101cm、足26.5cm、頭53cm。
- 趣味はソロキャンプ（特に冬キャンプ）・ブッシュクラフト（椅子、机、何でも丸太から作る）・ツーリング（ホンダVTR250愛車）・サウナ（週1回）・深夜ラジオ・麻雀・Mリーグ（TEAM雷電）。
- 特技はアウトドアでの火起こし（5分ほどでつけれる）・工夫を凝らしたキャンプ料理を作れる事（缶詰を使った、簡単なのにお洒落な料理など）。
- サウナ・スパ健康アドバイザー、サウナ・スパプロフェッショナルの資格を所持している[2]。
- NSC大阪校に38期生として入学しており（同期にはエルフ、天才ピアニスト、フースーヤなどがいる）、在学中にトリオ「マクレーン」を結成。卒業後は吉本興業に所属せず東京で活動しようという話になっていたが、メンバーのうち一人が結婚する事となったのを機に卒業から間もなくして解散[3]。
- NSCを出てからJCAに入るまでの間、芸人活動をせずに大阪・京都で自動車ディーラーの仕事をしていた[3]。
- みたらし祭りを組む前は、コンビ「ドミニク」として活動[4]（当時の相方は吉本興業所属のお笑いコンビ「ジャーゴン」の堀口祐生）。しかし程なくして解散となり、その後JCAへ28期生として入り直している。

りゅうせい（1994年3月1日（31歳）- ）
- 立ち位置は左。
- 神奈川県相模原市出身。スクールJCA28期生。
- 青山学院大学国際政治経済学部国際経済学科卒業。
- 血液型A型。身長177cm、83kg、B100cm、W85cm、H100cm、足27cm、頭59cm。
- 趣味はゴルフ（月2回、カナダへのゴルフ留学経験あり[5]）・筋トレ（自宅で自体重トレーニング）。
- 特技は歌唱（平井堅の「瞳をとじて」、秦基博の「ひまわりの約束」で95点）。
- 普通自動車第二種運転免許を所持している（タクシー運転手経験あり）。
- 日本大学藤沢高校で主将、青山学院大学では学生コーチとして、現在活躍しているプロ野球選手との野球経験がある。
- みたらし祭りを組む前は、JCA在学中にコンビ「カーニバルエルボー」として活動（当時の相方はプロダクション人力舎所属のピン芸人「梅田元気よく」）[6]。

## 来歴
プロダクション人力舎が運営する養成所スクールJCAの先輩と後輩で、2019年11月1日にコンビ結成。
2021年、第6回白黒-1グランプリにて優勝。2022年のキングオブコントで準々決勝へ進出し、2023年・2024年のUNDER5 AWARDでは準決勝へと進出。
2025年2月18日、所属事務所の公式ホームページ及び双方のX（旧：Twitter）公式アカウントにて解散する事を発表。同年3月6日出演の事務所ライブ『バカ爆走!』がみたらし祭りとしての最後の舞台となり、解散後は両者共に芸人活動を継続する。

## 賞レース戦績
- 2020年 ぐるナイおもしろ荘 最終オーディション進出
- 2021年 ぐるナイおもしろ荘 最終オーディション進出
- 2021年 第6回白黒-1グランプリ 優勝
- 2022年 キングオブコント 準々決勝進出
- 2023年 UNDER5 AWARD 準決勝進出
- 2024年 UNDER5 AWARD 準決勝進出

## 出演

### テレビ
- 白黒アンジャッシュ（チバテレ）- 2021年12月21日・28日・2022年3月8日
- ネタパレ（フジテレビ）- 2023年11月17日・2024年1月1日
- 第57回新春!爆笑ヒットパレード2024（フジテレビ）- 2024年1月1日
- 高校野球ダイジェスト（テレビ埼玉）- 2024年度 ※りゅうせいのみ、中山翔貴、石井祐里枝と共演[13]
- 集まれ!キャラクター麻雀（テレビ朝日）- 2024年6月14日・21日・8月30日・9月6日 ※ゴッチスのみ

### ラジオ
- マイナビ Laughter Night（TBSラジオ）- 2021年5月28日[14]・2023年8月4日[15]
- ますだおかだ岡田圭右とアンタッチャブル柴田英嗣のおかしば（文化放送）- 2022年8月20日[16]

### ライブ
- バカ爆走!（事務所ライブ、新宿Fu-）
- どっきん!（事務所ライブ、新宿バティオス）
- WLUCK アンダー10 LIVE（2020年9月20日、本多劇場）[17]
- みたらし祭り新ネタ100本達成記念ライブ（2022年6月8日、ユーロライブ）[18]
- そうゆうカルチャ～（2022年7月26日、杉並区立勤労福祉会館）[19]
- もてあそばれる21組のネタライブ「審査委員長は真空ジェシカ」（2022年8月25日、渋谷さくらホール）[20]
- 第3回バカ爆杯 ～決勝戦～（2023年4月1日、新宿Fu-）[21]
- みたらし祭り寄席（2023年6月14日、高円寺ジュンジョー）[22]
- みたらし祭り至極の新ネタ7本ライブ（2024年1月13日、しもきたDAWN）[23]

### ユニットライブ
- ロッキョクイチバン!（新宿ブリーカーほか）
  - 2020年11月より開催されているユニットライブ。
  - みたらし祭り・小虎・ゼンモンキー・高田ぽる子ら8組の芸人が第1回ライブに出演し、以降もメンバーチェンジを重ねて2023年現在も行われている。